# 假蓝属
假蓝属（学名：Pteroptychia）是爵床科下的一个属，为草本植物。该属共有7种，分布于马来西亚至中印半岛。